# Кентаро Савада
Кентаро Савада (на японски: 沢田 謙太郎) е японски футболист.

## Национален отбор
Записал е и 4 мача за националния отбор на Япония.
| Япония | Япония | Япония |
| Година | Мачове | Голове |
| ------ | ------ | ------ |
| 1995   | 2      | 0      |
| 1996   | 2      | 0      |
| Общо   | 4      | 0      |